# Belén Masiá
Belén Masiá Corcoy (Zaragoza, 25 de diciembre de 1985) es una ingeniera informática, investigadora y docente española especializada en los campos de imagen computacional, informática gráfica, realidad virtual y percepción aplicada, que ha centrado su investigación en el desarrollo de técnicas orientadas a detectar y tratar discapacidades visuales. Fue la primera investigadora española en recibir el Eurographics Young Researcher Award que concede la Asociación Europea de Informática Gráfica.

## Trayectoria
Masiá estudió Ingeniería Industrial en la Universidad de Zaragoza y en 2010 obtuvo su título de máster en ciencias de la computación e ingeniería de sistemas en el mismo centro obteniendo una mención de Graduada con Honores por su trabajo fin de máster. Se doctoró cum laude , con la tesis: Computational imaging: combining optics, computation and perception, en Ingeniería Informática en el Instituto de Investigación en Ingeniería de Aragón, I3A, de la Universidad de Zaragoza, desarrollando parte de su doctorado en el Instituto de Tecnología de Massachusetts en Cambridge, Estados Unidos.
Obtuvo una beca Max Planck-Príncipe de Asturias para estancias en el extranjero que le permitió realizar su investigación postdoctoral en el Instituto Max Planck de Alemania. En la Universidad de Zaragoza forma parte del grupo de investigación Graphics&ImagingLab - Grupo de Informática Gráfica Avanzada del I3A y es profesora de programación, videojuegos, edición de imagen e informática gráfica en la Escuela de Ingeniería y Arquitectura de Zaragoza.
Masiá, junto con oftalmólogos del Hospital Universitario Miguel Servet de Zaragoza, ha desarrollado el dispositivo DIVE, que ayuda a la detección temprana de patologías visuales en bebés y pacientes con problemas cognitivos. El dispositivo muestra estímulos visuales en una pantalla y recoge los puntos a los que el paciente está mirando mediante tecnología eye-tracking, que luego se analizan para proporcionar una evaluación objetiva y automática. Con este proyecto se usa la inteligencia artificial para mejorar el procesado de los patrones de mirada y el cribado automático, a partir de los datos recogidos por DIVE. En 2020, el Consejo Europeo de Investigación concedió una ayuda Marie-Sklodowska Curie Actions destinada a la creación de grupos de investigación de jóvenes investigadores al proyecto de investigación de Masiá centrado en la renderización predictiva que desarrolla la creación de imágenes sintéticas hiperrealistas que sean indistinguibles de una fotografía para avanzar en reproducciones digitales idénticas de un objeto real.
Masiá ha presentado su trabajo en diferentes revistas científicas y congresos como el SIGGRAPH (Grupo de Interés Especial en Gráficos por Computadora y Técnicas Interactivas), ACM Transactions on Graphics  (TOG) o Eurographics y en instituciones internacionales como el Institut National de Recherche en Informatique et en Automatique (Inria), el Instituto Max Planck, la Universidad Tsinghua, o en la empresa de tecnología francesa Technicolor. En 2016 fue copresidenta del Congreso Español de Informática Gráfica. Ha sido miembro de diversos comités científicos y del panel editorial de dos revistas internacionales, y editora asociada de la revista ACM Transactions on Graphics, JCR Q1.

## Reconocimientos
En 2013 se convirtió en la primera española en ser reconocida con la Nvidia Graduate Fellowship por sus aportaciones a la investigación en técnicas de imagen computacional. Un año después, fue nombrada por el MIT Technology Review como uno de los 10 principales innovadores menores de 35 de España. En 2015 fue reconocida por la Asociación Europea de Informática Gráfica con el Eurographics Young Researcher Award, siendo la primera española en obtener este galardón. Ese mismo año obtuvo el Premio Tercer Milenio en la categoría Joven talento investigador. Sus artículos también han sido premiados en diversas ocasiones.
En 2017 fue incluida en la lista de las 75 mujeres emprendedoras de referencia en España. En 2020, Masía, junto a su grupo de trabajo Dive Medical de la Universidad de Zaragoza compuesto por Marta Ortín, Victoria Pueyo, Isabel Gimeno y Diego Gutiérrez, obtuvo el reconocimiento de 'Empresa innovadora' durante los VII Premios Emprende patrocinados por el Grupo CLH.
En 2021, Masiá fue una de las mujeres incluida en la campaña “Soy Científica. Vivo en tu barrio” impulsada por la Universidad y el Ayuntamiento de Zaragoza junto con la Fundación Española para la Ciencia y la Tecnología, para visibilizar a once de sus investigadoras entre las que también se encontraban Nunilo Cremades Casasín, Laia Alegret, Carmen Rodrigo, Katia Fach, Elena Barlés, Marisa Sarsa, Clementina Rodellar, María Pilar Pina, Elisabet Pires y Paz Comech.